# Malevattnets naturreservat

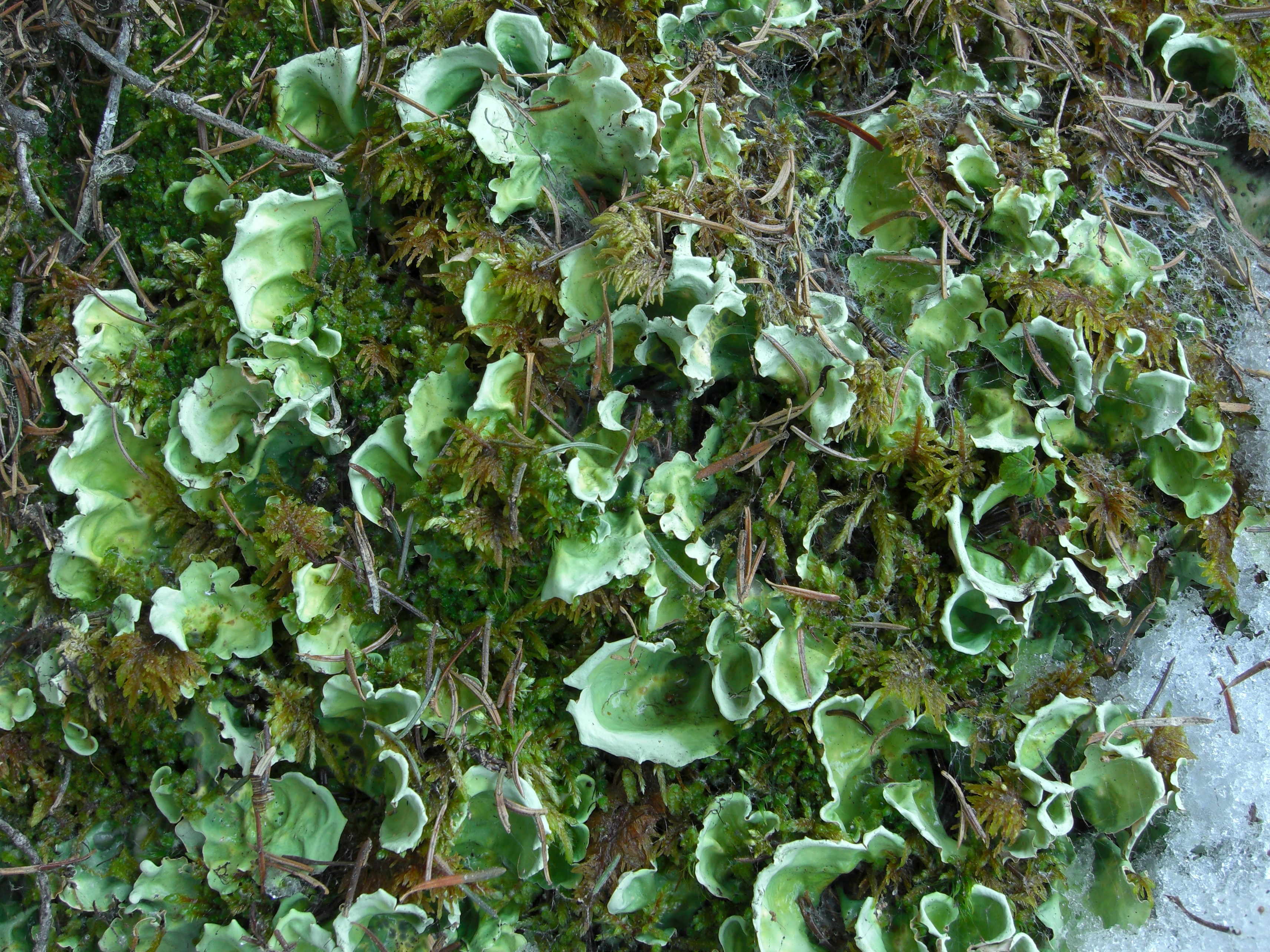
Norrlandslav

Malevattnets naturreservat ligger i Krokstads socken i Munkedals kommun med en mindre del i Mo socken i Tanums kommun i Bohuslän.
Reservatet bildades 2009 och omfattar 149 hektar. Det består av fyra delområden med gammal barrskog. Det nordligaste omfattar delar av sjön Malevattnet. Tillsammans med Kynnefjäll ingår det i ett större område av vildmarkskaraktär. Inom området finns hällmarkstallskogar och myrmarker.
Mängden död ved ökar och det kommer att gynna arter som grov fjädermossa, norrlandslav och korallblylav. Ett av syftena är att bevara spelplats och livsmiljöer för tjäder.
Naturreservatet förvaltas av Västkuststiftelsen.